# Detlef Dahn
Detlef Dahn (* 18. Januar 1943 in Berlin) ist ein ehemaliger deutscher Boxer.

## Werdegang
Detlef Dahn begann als Jugendlicher beim Sportclub „Rotation“ Berlin mit dem Boxen. Nach ersten Erfolgen und seinem Eintritt in die Nationale Volksarmee der DDR, wechselte er zum Armee-Sportclub (ASK) „Vorwärts“ Berlin (Ost). Während seiner Laufbahn in der NVA war er zunächst in Strausberg und später in Frankfurt (Oder) stationiert.
Er entwickelte sich zu einem herausragenden Boxer im Welter- und später im Halbmittelgewicht. Erste internationale Einsätze absolvierte er bereits 1963 und 1964, als er in Länderkämpfen der DDR-B-Mannschaft eingesetzt wurde.
1965 wurde er erstmals DDR-Meister im Weltergewicht und 1966 wiederholte er diesen Titelgewinn, als er im Endkampf im Weltergewicht seinen Vereinskameraden Manfred Wolke besiegte. 1967 verlor er im Finale der DDR-Meisterschaft im Weltergewicht gegen Manfred Wolke. 1968 und 1969 wurde Detlef Dahn DDR-Meister im Halbmittelgewicht.
Im Mai 1965 gelang Detlef Dahn bei der Europameisterschaft der Amateure in Berlin sein größter Erfolg in seiner Sportlerlaufbahn. Er siegte dort im Weltergewicht gegen Vasile Mirza, Rumänien und Jozsef Hollo, Ungarn, ehe er im Halbfinale gegen Luigi Patruno aus Italien verlor und damit einen hervorragenden 3. Platz belegte.
1968 stand er in der Mannschaft der DDR bei den Olympischen Spielen in Mexiko-Stadt. Im Halbmittelgewicht traf er dort im Achtelfinale auf den starken Kubaner Rolando Garbey und unterlag diesem knapp mit 2:3-Richterstimmen.
Bei der Europameisterschaft 1969 war Detlef Dahn letztmals bei einer internationalen Meisterschaft am Start. Er musste dabei im Achtelfinale gegen Waleri Tregubow aus der UdSSR eine K.-o.-Niederlage in der 1. Runde hinnehmen.
Nach dieser Niederlage beendete er seine Karriere als aktiver Boxer. Er absolvierte eine Trainerausbildung und war danach lange Jahre als Boxtrainer in Frankfurt (Oder) tätig. Während seiner Zeit als aktiver Boxer bestritt Detlef Dahn 135 Kämpfe, von denen er nur 22 verlor.

## Internationale Erfolge
| Jahr | Platz | Wettbewerb                                             | Gewichtsklasse | Ergebnisse |
| 1965 | 3.    | EM in Berlin (Ost)                                     | Welter         | nach Punktsiegen über Vasile Mirza, Rumänien und Jozsef Hollo, Ungarn und einer Niederlage gegen Luigi Patruno, Italien |
| 1967 | 5.    | 6. Armee-Meist. d. Warschauer Pakt-Staaten in Bukarest | Halbmittel     | nach einer Abbruch-Niederlage in der 2. Runde gegen Waleri Tregubow, UdSSR                                              |
| 1968 | 9.    | OS in Mexiko-Stadt                                     | Halbmittel     | nach einer Punktniederlage (2:3 RS) gegen Rolando Garbey, Kuba                                                          |
| 1969 | 9.    | EM in Bukarest                                         | Halbmittel     | nach einer K.O.-Niederlage in der 1. Runde gegen Waleri Tregubow                                                        |

## DDR-Meisterschaften
| Jahr | Platz | Gewichtsklasse | Ergebnisse                                                 |
| 1965 | 1.    | Welter         | Sieger im Finale über Richard Gottwald, „Stahl“ Riesa      |
| 1966 | 1.    | Welter         | Sieger im Finale über Manfred Wolke, ASK „Vorwärts“ Berlin |
| 1967 | 2.    | Welter         | Niederlage im Finale gegen Manfred Wolke                   |
| 1968 | 1.    | Halbmittel     | Sieger im Finale über Lothar Bieber, SC Leipzig            |
| 1969 | 1.    | Halbmittel     | Sieger im Finale über Klaus Werner, SC Leipzig             |

## Länderkämpfe
(nicht vollständig)
| Jahr | Ort           | Begegnung               | Gewichtsklasse | Ergebnisse                                                |
| 1963 | Novi Sad      | Jugoslawien B vs. DDR B | Welter         | Punktniederlage gegen Ivan Pavic                          |
| 1964 | Erfurt        | DDR B vs. Polen B       | Welter         | Disq.-Sieg 3. Runde über Leszek Ciuka                     |
| 1965 | Helsinki      | Finnland vs. DDR        | Welter         | Punktsieg über Pentti Valtonen                            |
| 1965 | Berlin        | DDR vs. Rumänien        | Welter         | Punktsieg über Marin                                      |
| 1965 | Glasgow       | Schottland vs. DDR      | Welter         | Punktniederlage gegen Andy Peace                          |
| 1965 | Berlin        | DDR vs. Jugoslawien     | Welter         | K.O.-Sieg 1. Runde über Svetomir Belic                    |
| 1965 | Alexandria    | VAR vs. DDR             | Welter         | Punktniederlage gegen Gad                                 |
| 1966 | Sofia         | Bulgarien vs. DDR       | Welter         | RSC.-Niederlage 1. Runde (Verletzung) gegen Christo Radew |
| 1966 | Helsinki      | Finnland vs. DDR        | Welter         | Punktsieg über Jarmo Bergloef                             |
| 1966 | Schwerin      | DDR vs. VAR             | Welter         | Punktniederlage gegen Fouad                               |
| 1968 | Kaunas        | Litauische SSR          | Halbmittel     | Punktniederlage gegen Romualdas Misiunas                  |
| 1968 | Halle (Saale) | DDR vs. Kuba            | Halbmittel     | Punktsieg über Rolando Garbey                             |
| 1968 | Gera          | DDR vs. Kuba            | Halbmittel     | Punktsieg über Rolando Garbey                             |
| 1968 | Berlin        | DDR vs. Litauische SSR  | Halbmittel     | K.O.-Sieg 3. Runde über Romualdas Misiunas                |
| 1969 | Halle (Saale) | DDR vs. Finnland        | Halbmittel     | Punktsieg über Mikko Saarinen                             |
| 1969 | Halle (Saale) | DDR vs. Schottland      | Halbmittel     | K.O.-Niederlage 1. Runde gegen Tom Irie                   |

Erläuterungen
- OS = Olympische Spiele, EM = Europameisterschaft
- Weltergewicht, damals bis 67 kg, Halbmittelgewicht, bis 71 kg Körpergewicht
- VAR = Vereinigte Arabische Republiken
- SSR = Sozialistische Sowjet Republik